# 민무늬근육

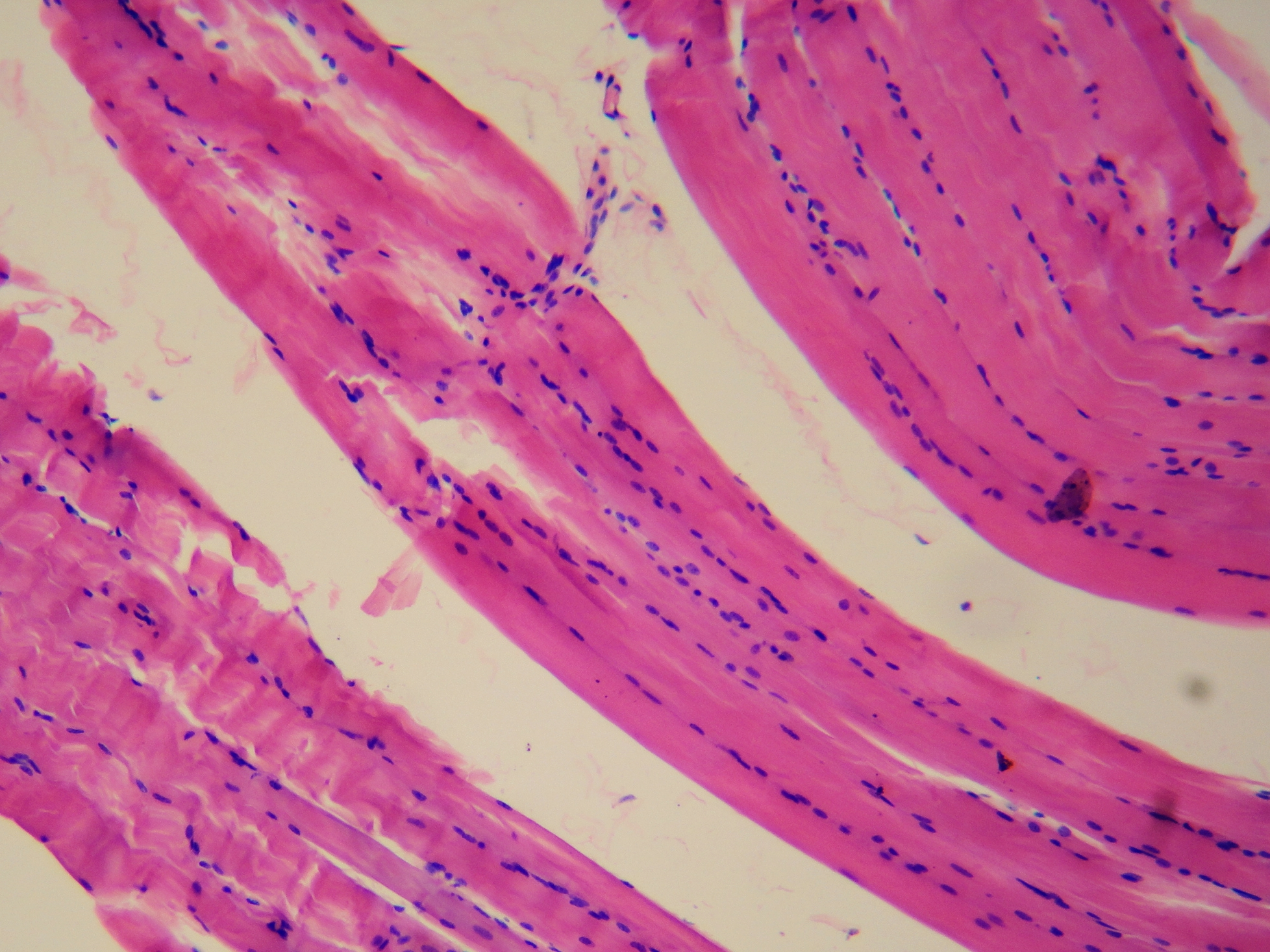

민무늬근육(smooth muscle) 또는 평활근은 가로무늬가 없는 근육이다.
세포는 긴 방추형이고 양끝은 가늘며, 핵은 중심부에 하나 있다. 세포질 속에는 매우 가느다란 근원 섬유가 긴 축을 따라 배열하며, 이것이 수축 작용을 한다. 이 근원 섬유에는 가로무늬근이나 심근 같은 주름 무늬는 볼 수 없다. 민무늬근은 내장이나 혈관에 널리 존재하며, 자율 신경에 의해 지배되기 때문에 의식적으로 수축시킬 수는 없다. 이 지배 신경의 말단은 세포에 접하여 끝나며, 특수한 구조는 갖지 않는다. 내장근이라 하기도 한다.

## 흥분-수축 결합

### 자극 및 요인 유도

#### 외부 물질
최근 연구에 따르면 스핑고신-1-인산(sphingosine-1-phosphate, S1P) 신호는 혈관 평활근(vascular smooth muscle) 수축의 중요한 조절자이다. 경벽압이 증가하면 스핑고신 인산화효소 1(sphingosine kinase 1)은 스핑고신을 S1P로 인산화시키고, 이는 세포 원형질막의 S1P2 수용체에 결합한다. 이로 인해 세포내 칼슘이 일시적으로 증가하고 Rac 및 Rhoa 신호 전달 경로가 활성화된다. 종합적으로, 이들은 MLCK(myosin light-chain kinase, 미오신 가벼운-사슬 인산화효소) 활성을 증가시키고 MLCP 활성을 감소시켜 근육 수축을 촉진시키는 역할을 한다. 이를 통해 세동맥은 혈압 상승에 반응하여 저항을 증가시켜 일정한 혈류를 유지할 수 있다. 신호 전달 경로의 Rhoa 및 Rac 부분은 저항성 동맥(resistance artery) 긴장도를 조절하는 칼슘 독립적인 방식을 제공한다.

## 같이 보기
- 사람 세포 유형 목록
- 뼈대근육
- 심장근육
- 경벽압(벽경유 압력)